# Pterolophia pseudotincta
Pterolophia pseudotincta là một loài bọ cánh cứng trong họ Cerambycidae.